# Világkönyvtár (Révai Testvérek)
A Világkönyvtár egy 20. század eleji magyar társadalom- és természettudományi könyvsorozat volt 1912 és 1920 között, melynek köteteit Pogány József szerkesztette. A Révai Testvérek gondozásában jelent meg.

## Kötetei
- 1. Bölsche [Wilhelm]: Az élet fejlődéstörténete. Ford.: Fülöp Zsigmond. 369 [7] l.
- 2. Maeterlinck [Maurice]: A szegények kincse. Ford.: Bölöni György. 267 [5] l.
- 3–4. Kropotkin [Péter]: Egy orosz forradalmár emlékiratai. Ford.: Gergely Győző. 296, 366 l.
- 5. France Anatole: A fehér kövön. Ford.: Czóbel Ernő. 298 [6] l. U. az. 2. kiad. Uo., 1914. 298 l.
- 6. Ostwald [Wilhelm]: Feltalálók, felfedezők, nagy emberek. Ford.: Kósa Miklós. 317 [3] l.
- 7. Strindberg [August]: Történelmi miniatürök. Ford.: Bálint Lajos. 319 l.
- 8. Oppenheimer [Franz]: Az állam. Ford.: Sebestyén Ede. 312 [8] l.
- 9. Dumas [Alexandre, père]: Napoleon élete. Ford. Bölöni György. 332 [4] l.
- 10. Gourmont, Remy de: A szerelem fizikája. Ford.: Vajda Ernő. 226 l.
- 11. Mecsnikov [Éliás]: Optimista világnézet. Betegség. Öregség. Halál. Ford: Gergely Győző. 1913. [1] l. U. az. 2. kiad. uo., 1919. 335 l.
- 12–14. Carlyle [Thomas]: A francia forradalom története. Ford.: Baráth Ferenc. 476, 491, 509 l.
- 15. Pater Walter [Horatio]: A renaissance. Ford.: Sebestyén Károly. 325 [3] l.
- 16. Balzac [Honoré de]: Az elegáns élet fiziológiája. Ford.: Balla Ignác. 297 [7] l.
- 17–18. Darwin [Charles]: Egy természettudós utazása a föld körül. Ford.: Fülöp Zsigmond. 299, 309 l.
- 19. Thomas [Antoine]: A nevelés a családban. (A szülők vétkei.) Ford.: Holló Márton. 311 [1] l.
- 20. Bergson Henri: A nevetés. Tanulmány a komikum jelentéséről és négy lélektani értekezés. Ford. és bevezetéssel ellátta: Dienes Valéria. XVI, 351 l.
- 21. Stendhal [Beyle Henri]: A szerelemről. Ford.: Salgó Ernő. 2. kiad. 1920. 329 [7] l.
- 22. Ferrero [Guglielmo]: Róma nagysága és hanyatlása. 1. köt. A világhódító Róma. Ford.: Lakatos László. 1914. 447 l.
- 23. Ferrero [Guglielmo]: Róma nagysága és hanyatlása. 2. köt.: Julius Caesar. Ford.: Lendvai István. 310 l.
- 24. Ferrero [Guglielmo]: Róma nagysága és hanyatlása. 3. köt.: A római köztársaság elbukása. Ford.: U. az. 340 l.
- 25. Swift [Jonathan]: Gulliver utazásai. Ford.: Karinthy Frigyes. 398 [2] l.
- 26. Brandes [George]: Korok, emberek, írások. Ford.: Lengyel Géza. 342 [2] l.
- 27. Lassalle [Ferdinand]: Alkotmány, szocializmus, demokrácia. Ford.: Kunfi Zsigmond. 320 l.
- 29. Wagner Richard: Művészet és forradalom. Ford.: Gy. Alexander Erzsi–Radvány Ernő. VIII, 304 [4] l.
- 30. France Anatole: Coignard abbé véleményei. – Epikur kertje. Ford.: Salgó Ernő. 329 l.
- 31–33. Ferrero [Guglielmo]: Róma nagysága és hanyatlása. 4–6. 4. Antonius és Cleopatra. Ford.: Lendvai István. 334 l. 5. Augustus köztársasága. Ford.: U. az. 272 l. 6. A római világbirodalom. Ford.: U. az. 296 l.
- 33a. Snyder [Carl]: A modern természettudomány. Ford.: Mikes Lajos. 304 l.
- 34. Shaw Bernard: Ember és felsőbbrendű ember. Komédia és filozófia. Ford.: Hevesi Sándor. 1917. 415 [1] l. 2. kiad. uo., 1919. 415 l.
- 35. Spenzer [Herbert]: A haladás. Ford.: Szabó László. 1919. 234 [6] l.
- 36. France Anatole: az irodalmi élet. (A „La vie littéraires“-ből.) Ford.: Benedek Marcell. 1920. 241 [3] l.
- 37. Nietzsche: Korszerűtlen elmélkedések. 1921
- 38. Anatole France: A Szajna partján, 1922
- 39-42. Macaulay: Irodalmi és történelmi tanulmányok I-IV. 1922–1926
- 43. Guyau: A modern esztétika problémái, 1925
- 44. Karl Lamprecht: Modern történettudomány, 1925
- 45. Jean Finot: A boldogság tudománya, 1923
- 46. Ralph Emerson: Essayk, 1925
- 47. Eucken: A jelenkori vallásbölcselet főkérdései, 1926
- 48. Le Bon: Új idők pszichológiája, 1928
- 49. Henry Mencken: A nők védelmében, 1929
- 50. Keyserling: Új világ születése, 1929
- 51. Lemaitre: Tanulmányok, 1928
- 52. Paul Valéry: Változatok, 1931
- 53. Maeterlinck: A tér élete, 1929

## Képtár
- Korabeli hirdetés
- Korabeli hirdetés
- Sorozatjelzés
- Bergson műveinek címlapja